# Bethany Mota
Bethany Noel Mota (Condado de Merced, 7 de novembro de 1995) é uma cantora e  youtuber norte-americana. Começando com seu canal no YouTube, Macbarbie07, criado em 2009, ela ganhou fama por seus vídeos, nos quais mostra suas compras de moda e estilo pela internet. Ela envia vídeos com ideias de roupas, tutoriais de maquiagem e cabelo, receitas e ideias do tipo faça você mesmo. Desde então, ela expandiu sua própria linha de moda na Aéropostale. Ela participou de várias turnês, que chama de "Motavatours" para conhecer e interagir com os fãs. Ela também apareceu na 19ª temporada de Dancing with the Stars.

## Biografia
Mota nasceu em 7 de novembro de 1995, filho de Tammy e Tony Mota, no Condado de Merced, Califórnia. Mota é descendente de mexicanos e portugueses. Ela cresceu em Los Banos, Califórnia, e tem uma irmã mais velha chamada Brittany. Ela estudou em casa durante a maior parte de sua educação, mas frequentou a escola pública da terceira à sexta série. Mota frequentou brevemente aulas de dança e atuação durante a sexta série.

## Vida pessoal
Mota mantém um relacionamento com o coreógrafo vencedor do Emmy e YouTuber Dtrix há vários anos. A dupla se separou por um tempo, mas acabou voltando. O casal YouTuber aparece frequentemente nos vídeos um do outro.

## Filmografia
| Ano  | Título                    | Personagem                                                  | Nota(s)                  |
| ---- | ------------------------- | ----------------------------------------------------------- | ------------------------ |
| 2014 | Project Runway            | Juiz convidado                                              | Temporada 13, episódio 4 |
| 2014 | Dancing with the Stars    | Concorrente em temporada 19                                 | 4º lugar                 |
| 2018 | Celebrity Undercover Boss | Chefe / consultor especialista em Celebrity Undercover Boss |                          |